# 엔터테인트먼트 컴퓨터 시스템
엔터테인트먼트 컴퓨터 시스템(Entertainment Computer System, ECS)는 엔터테인먼트 컴퓨터 시스템(ECS)은 인텔리비전의 추가 주변 장치였다. 이것은 인텔리비전을 가정용 컴퓨터로 업그레이드하기 위한 주변 장치를 만드는 마텔 일렉트로닉스의 두 번째 시도였으며, 원본 출시가 반복적으로 지연된다는 소비자 불만에 따라 마텔이 허위 광고로 벌금을 부과하기 시작한 후 연방거래위원회(Federal Trade Commission)를 달래기 위해 생산에 돌입했다. 인텔리비전 키보드 컴포넌트(Intellivision Keyboard Component) 애드온이 계획되었다. ECS에는 컴퓨터 모듈, 음악 신디사이저 및 추가 핸드 컨트롤러가 포함되어 있다. 각각 별도로 판매된다. 모든 인텔리비전 마스터 구성 요소는 호환 가능하며 시스템을 사용하기 위한 요구 사항이다. 두 번째 요구 사항은 ECS에 연결된 카트리지이다. ECS나 인텔리비저너 카트리지라면 모두 가능하다. 인텔리비전 핸드 컨트롤러에서 아무 것도 누르면 BASIC, CARTRIDGE 또는 MUSIC의 세 가지 옵션 메뉴가 나타난다.

## 하드웨어
- 내장된 BASIC 프로그래밍 언어와 추가된 하드웨어 기능을 처리하기 위한 추가 BIOS 루틴을 포함하는 ECS EXEC/BASIC ROM(12K)
- 추가 2kB 시스템 RAM(이 중 약 1.5K는 BASIC 프로그래밍에 사용 가능)(아마도 추가 메모리 모듈을 사용하면 시스템을 최대 64kB까지 확장할 수 있지만 그러한 모듈은 생산에 적용되지 않았음)
- AY-3-8917 사운드 칩(인텔리비전에 사용되는 사운드 칩과 유사), 시스템의 오디오 및 컨트롤러 기능을 두 배로 늘림
- 3.5mm 모노 잭 2개와 테이프 제어 옵션을 위한 2.5mm 잭 1개가 있는 오디오 테이프 레코더 인터페이스. Aquarius Data Recorder와 호환되지만 Aquarius와는 다른 케이블이 필요하며 MIC, EAR 및 REM 잭이 있는 대부분의 카세트 레코더와도 호환된다.
- 직렬 프린터 연결용 보조 잭(Mattel Aquarius 호환), RS-232C 호환 3.5mm 스테레오 잭, 여기서 팁은 데이터 전송, 링은 DSR/DCD, 슬리브는 접지, 1200 보드, 8 데이터 비트, 2 정지 비트 및 패리티 없음[3]
- 영숫자 컴퓨터 키보드용 DE-9 포트 2개, 뮤직 신디사이저 키보드 또는 추가 인텔리비전 게임 컨트롤러 2개

## 포함된 부품
- 컴퓨터 어댑터 추가 모듈(인텔리비전에 연결됨)
- 영숫자 49키 컴퓨터 키보드
- AC 어댑터, 입력 120V, 60Hz, 17VA; 출력 10VAC, 1.0amp.  커넥터는 인텔리비전 II 커넥터보다 크기가 더 크다.
- 내장된 BASIC에 대한 언어 참조를 포함하는 나선형으로 묶인 "컴퓨터 모듈 소유자 가이드"